# Вид Кавтичник
Вид Кавтичник (словен. Vid Kavtičnik; Словењ Градец, 24. мај 1984) словеначки је рукометаш и репрезентативац Словеније који тренутно игра за француског прволигаша Пејс д'Акс   на позицији десног крила. Пре Пејс д'Акса   играо је за Кил, Велење и Монпеље. 
Клупску каријеру започео је 1995. године у Велењу, где је играо пуних десет година пре него је 2005. прешао у њемачки Кил. С Килом је био четвороструки њемачки првак, а 2007. је освојио и ЕХФ Лигу шампиона. Године 2009. прешао је у Монпеље, с којим је освојио три првенства Француске, а 2018. и ЕХФ Лигу шампиона. На лето 2019. године након пуних десет година проведених у екипи Монпељеа потписао је за Пејс д'Акс.
За репрезентацију Словеније је наступао 191 пут и постигао 538 голова. Са репрезентацијом Словеније је освојио бронзу на Светском првенству 2017. у Француској и сребрену медаљу на Европском првенству 2004. у Словенији где је уврштен у најбољу екипу као десно крило.

## Клупски успеси
Велење
- Куп Словеније (1) : 2002/03.

Кил
- ЕХФ Лига шампиона (1) : 2006/07.
- Првенство Немачке (4) : 2005/06, 2006/07, 2007/08. и 2008/09.
- Куп Немачке (3) : 2006/07, 2007/08. и 2008/09.
- Суперкуп Немачке (3) : 2005, 2007. и 2008.
- Суперкуп Европе (1) : 2007.

Монпеље
- ЕХФ Лига шампиона (1) : 2017/18.
- Првенство Француске (3) : 2009/10, 2010/11, 2011/12.
- Куп Француске (4) : 2009/10, 2011/12, 2012/13, 2015/16.
- Лига куп Француске (5) : 2009/10, 2010/11, 2011/12, 2013/14, 2015/16.
- Суперкуп Француске (3) : 2010, 2011, 2018.

## Статистика играња уКилу
| Сезона    | Клуб   | Такмичење  | Играо | Голови | 7-метара | Из игре |
| --------- | ------ | ---------- | ----- | ------ | -------- | ------- |
| 2005/06   | РК Кил | Бундеслига | 34    | 166    | 23       | 143     |
| 2006/07   | РК Кил | Бундеслига | 32    | 114    | 38       | 76      |
| 2007/08   | РК Кил | Бундеслига | 34    | 129    | 26       | 103     |
| 2008/09   | РК Кил | Бундеслига | 32    | 158    | 58       | 100     |
| 2005-2009 | Укупно | Бундеслига | 132   | 567    | 145      | 422     |